# Felsőőri összecsapás

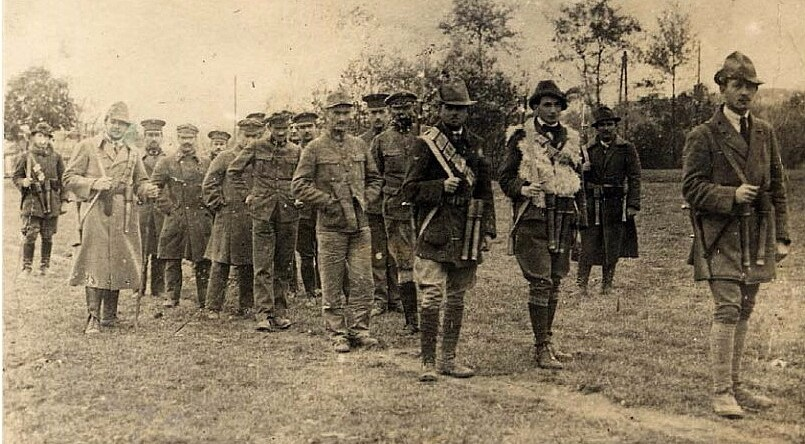
Rongyosok valószínűleg Felsőőrnél foglyul ejtett osztrák csendőröket kísérnek

A felsőőri összecsapást a Rongyos Gárda vívta az osztrák csendőralakulatok és szabadcsapatosok ellen Felsőőröt 1921. augusztus 30-án, akiktől megtisztította a települést. Felsőőrön korábban antantmisszió is állomásozott, többek között francia vezetésű észak-afrikai arab gyarmati katonákkal.
A felkelők egyik központi parancsnoksága utóbb itt rendezkedett be és itt proklamálták október 4-én a Lajtabánság államot is.

## Előzmények
1921. nyarának végén az Ágfalvánál vívott első összecsapással kirobban a nyugat-magyarországi felkelés, amelyben a Prónay Pál és Héjjas Iván által szervezett Rongyos Gárda harcol, hogy meggátolja Nyugat-Magyarországnak Ausztriához történő elcsatolását.
Felsőőr elfoglalására a felkelők Nagyszentmihálynál csoportosultak. Augusztus 30-án 28 ember indult el kocsikon 1 géppuskával Felsőőrre, amit két század csendőr és osztrák szabadcsapatokhoz tartozó félkatonai erő tartott megszállva. 2 km-re Felsőőr előtt a felkelők megálltak és a terep nyújtotta előnyöket (a Pinka magas partja és a vasúti töltés) kihasználva egyre közelebb lopakodtak Felsőőrhöz.
A felkelők három csoportra oszlottak: a jobbszárny vezetése (9 ember) Gerley Mihályhoz, a középső szárny (8 ember a géppuskával) Taby Árpádhoz, a jobbszárny (9 ember) pedig Héjjas Endréhez került. Gerley a vasútvonalat szállta meg, Taby a Felsőőrön át vivő országutat, Héjjas pedig a Pinka vonalát igyekezett ellenőrzése alatt tartani.
Az osztrákok Felsőőr főterén tanyáztak. Itt álltak az őket szállító gépkocsik is.

## A harc
Elsőnek a balszárny ütött rajta a főtéren állomásozó osztrákokon. Kézigránátokat dobtak közéjük, ám azok nem robbantak fel. Gerley és Taby ellenben alaposan meglepték a vasútállomásnál őrködő csendőröket. Az osztrákok megpróbáltak harci pozíciót felvenni az iskolánál, innen azonban pár percnyi lövöldözés után nagy rendezetlenségben meghátráltak.
Egy stájer csendőrökből álló másik csoportnak viszont sikerült Felsőőr jobb szélén, a vasút és a település között emelkedő magaslatot elfoglalnia, ahonnan géppuskával tüzet nyitottak, ez pedig a rongyosokban okozott kisebb zavart. A stájerek így fedezni tudták a Felsőőrről menekülő osztrákokat a visszavonulásnál. Ennek ellenére Felsőőr a Rongyos Gárda kezébe került. Gerley emberei a településen maradt őrségben, míg a többi felkelő tovább vonult, hogy a közeli Szentelekről is kiűzze az osztrákokat.

## Következmények
Felsőőr a felkelés egyik legszilárdabb bázisa lett az elkövetkező hetekben, mivel lakosságának nagy többsége magyar volt. Épp ezért helyezte ide Prónay is kormánya székhelyét. Innen indult szeptember 4-én a Pörgölény elleni támadás, mely harc egészen az alsó-ausztriai Kirchschlagig folyt és az osztrák csendőralakulatok katasztrofális vereségével ért végett.
Bár még szeptemberben is voltak összecsapások, ennek ellenére szeptember 4-én az osztrák csendőrség erőinek zömét Stájerországba vonta vissza és az ezeréves határ megerősítésére törekedett, hogy a határvillongásoknak elejét vegyék.